# Paul Ziessler
Paul Ziessler (* 23. März 1909 in Bremen; † 7. November 1999 in Bremen) war ein Bremer Politiker (SPD) und Mitglied der Bremischen Bürgerschaft.

## Biografie
Ziessler war als Tischler in Bremen tätig. Er war Mitglied der SPD.
Vom November 1946 bis 1947 war er Mitglied der ersten gewählten Bremischen Bürgerschaft. 